# Fastiv

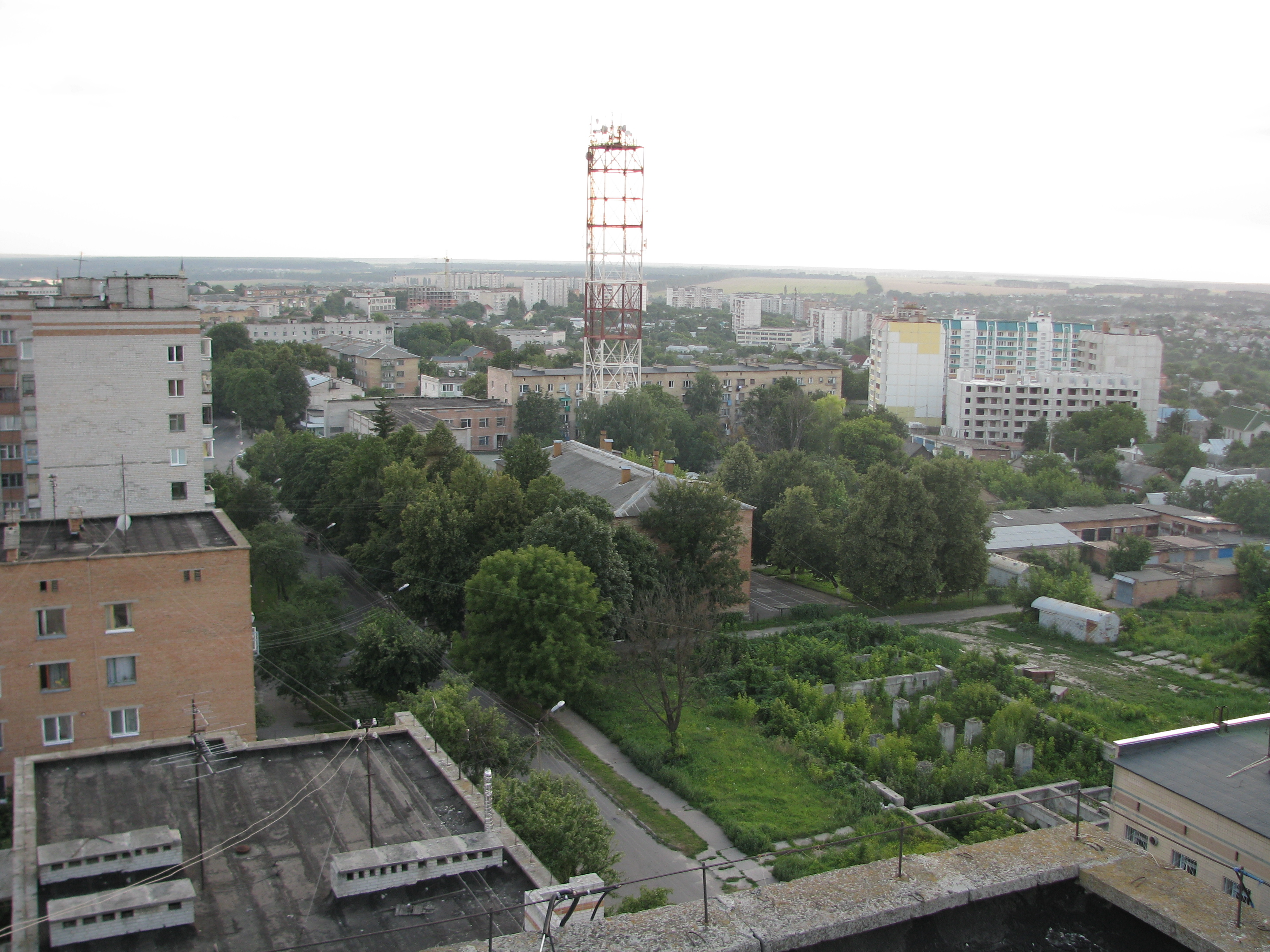
Vy över Fastiv.

Fastiv (ukrainska: Фа́cтів uttal (fil)) är en stad i Kiev oblast i Ukraina. Folkmängden uppgick till 48 370 invånare i början av 2012.